# Evita Montonera
Evita Montonera fue una revista argentina publicada entre diciembre de 1974 y agosto de 1979. Obró como órgano de prensa de la organización guerrillera Montoneros. Fue dirigida y redactada directamente por la Conducción Nacional de Montoneros y distribuida clandestinamente a los militantes como boletín interno de informaciones. Publicó en total 25 números y un número especial, dedicado al secuestro de los hermanos Born de 1974.

## Historia
El primer número de Evita Montonera se publicó en diciembre de 1974. Tres meses antes, el 7 de septiembre, Montoneros había anunciado su pase a la clandestinidad y reinicio de la lucha armada, luego de la muerte del presidente Juan D. Perón el 1 de julio de 1974, y el enfrentamiento abierto con el grupo parapolicial Triple A, dirigido por el ministro de Bienestar Social, José López Rega, con el pleno apoyo de la presidenta María Estela Martínez de Perón. 
Hasta el golpe de Estado del 24 de marzo de 1976 publicó doce números y en los siguientes tres años publicó otros trece números. El último número fue publicado en agosto de 1979, en plena primera contraofensiva.